# Uddjupet
Uddjupet är en fjärd i Stockholms norra skärgård som begränsas av Röder i söder, av Rödlöga skärgård och Norrpada i väster och av Söderarms skärgård i norr. I öster är fjärden öppen mot Ålands hav.
Trots sitt namn är Uddjupet inte anmärkningsvärt djupt, medeldjupet är cirka 30 meter. Djupaste punkten är 110 meter och ligger två sjömil norr om Svenska Björn. Uddjupets botten är mycket kuperad, inom en sjömils radie från djupaste punkten finns en handfull grund som inte är djupare än 10 meter.